# Eselsmühle (Musberg)

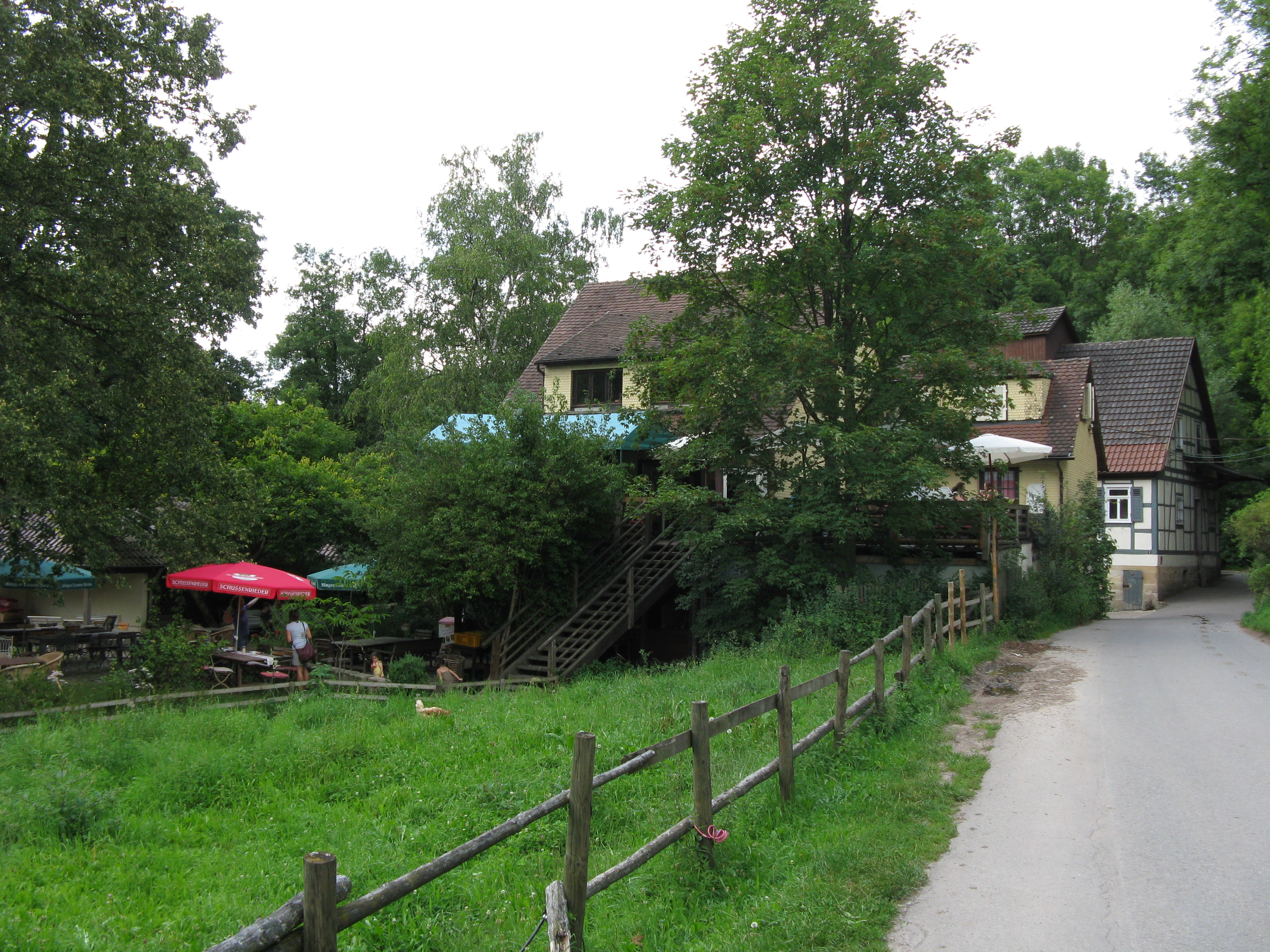
Die Eselsmühle im Siebenmühlental

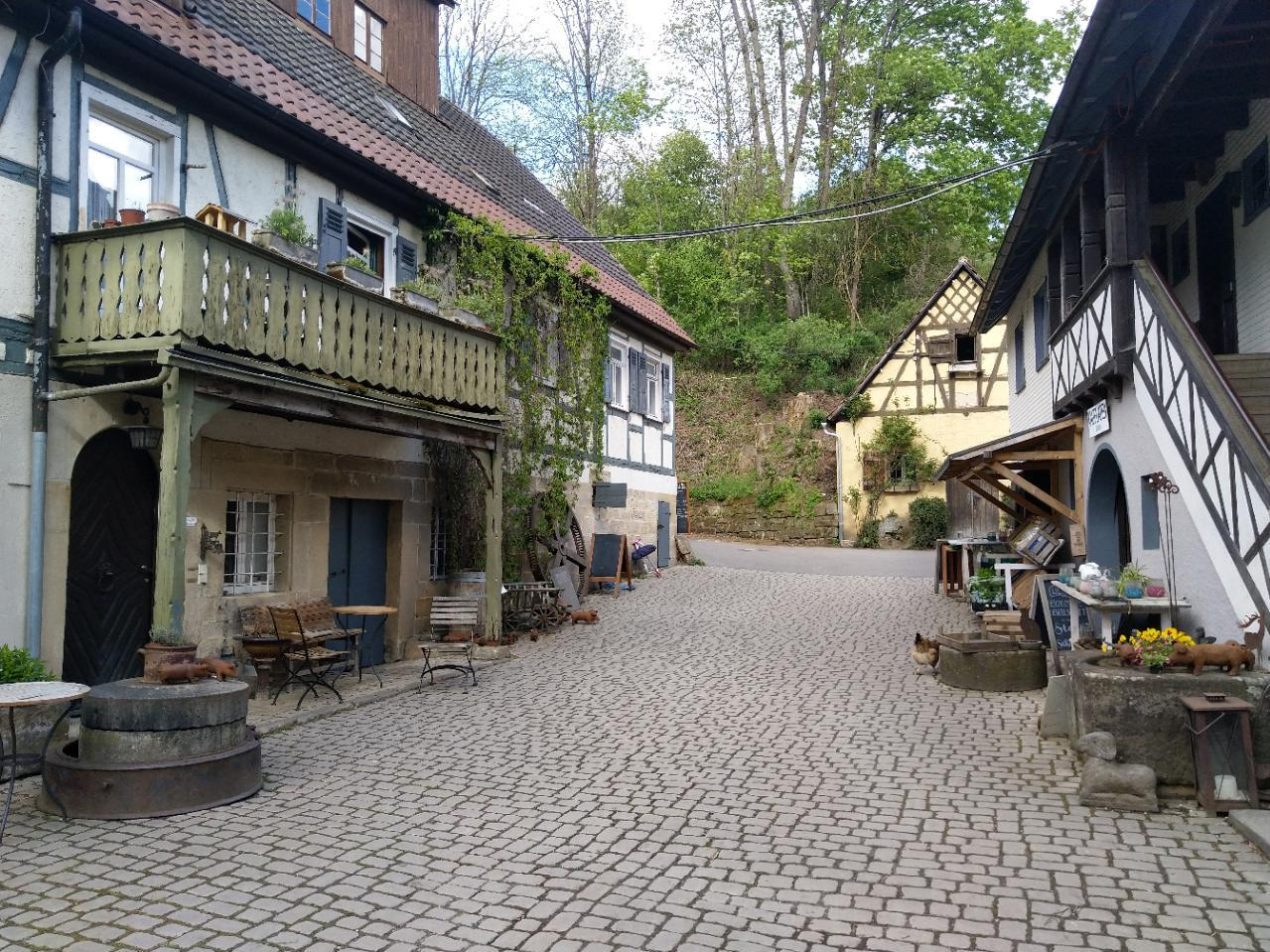
Eingangsbereich der Eselsmühle

Die Eselsmühle ist die zweite Mühle im Siebenmühlental. Sie gehört zu Musberg, einem Stadtteil von Leinfelden-Echterdingen.
Sie liegt am Reichenbach und war bis 2007 in Betrieb. Die Eselsmühle, deren Technik über fünf Stockwerke verteilt ist, war die letzte Mühle des Tals, in der noch Korn zu Mehl gemahlen wurde. Der Energiebedarf der Mühle wurde jedoch lediglich zu 15 % durch Wasserkraft gedeckt. Für die restliche Leistung sorgte ein Elektromotor. Die Eselsmühle steht gemäß § 2 des Denkmalschutzgesetzes unter Denkmalschutz.
Die Eselsmühle beherbergt ein Café und eine Vesperstube sowie einen ehemaligen Stall für sonstige Veranstaltungen. Außerdem gibt es eine Holzofenbäckerei, einen Bioladen und auf dem Hof einige Esel und Hühner. In der Mühle kann auch eine Fossiliensammlung besichtigt werden.
Am 17. Juli 2023 kam es in der Eselsmühle zu einem Großbrand, bei dem das Hauptgebäude und ein Nachbargebäude schwer beschädigt wurden.